# Castillo de Matagorda
Castillo de Matagorda, también referido como Fuerte de Matagorda o Torre de Matagorda fue una fortificación situada en las orillas de la Bahía de Cádiz, en España. El fuerte se encontraba a la otra orilla del Castillo de San Lorenzo del Puntal, que junto con el Fuerte de San Luis formaban una red de fortificaciones que protegían la entrada de la bahía. Los restos del castillo aún pueden ser visitados dentro de las instalaciones de los Astilleros de Puerto Real.

## Historia
El fuerte se construyó en 1691, de planta rectangular en origen, disponía de su artillería mirando hacia el interior de la Bahía. Fue diseñado por el ingeniero Cristóbal de Rojas que murió antes de verlo completado. En 1810 fue tomado por los británicos, aliados de los españoles, pero fue recuperado meses después por los franceses. Antes de abandonarlo los ingleses lo incendiaron para que no pudiera ser aprovechado por los franceses y minaron los cañones que no pudieron trasladar. Fue en la toma donde ocurrieron los sucesos que hicieron famosa a Agnes Reston, la llamada Heroína de Matagorda. Reston fue una enfermera que desempeñó su labor de forma extraordinaria, e incluso ayudó a los soldados en todo momento, manteniéndose en el fuerte después de que todas las mujeres se hubieran ido, ayudando con la munición y reforzando las defensas con sacos de arena. Posteriormente, en el siglo XIX se intentó rearmar el fuerte, pero el proyecto no fue terminado.

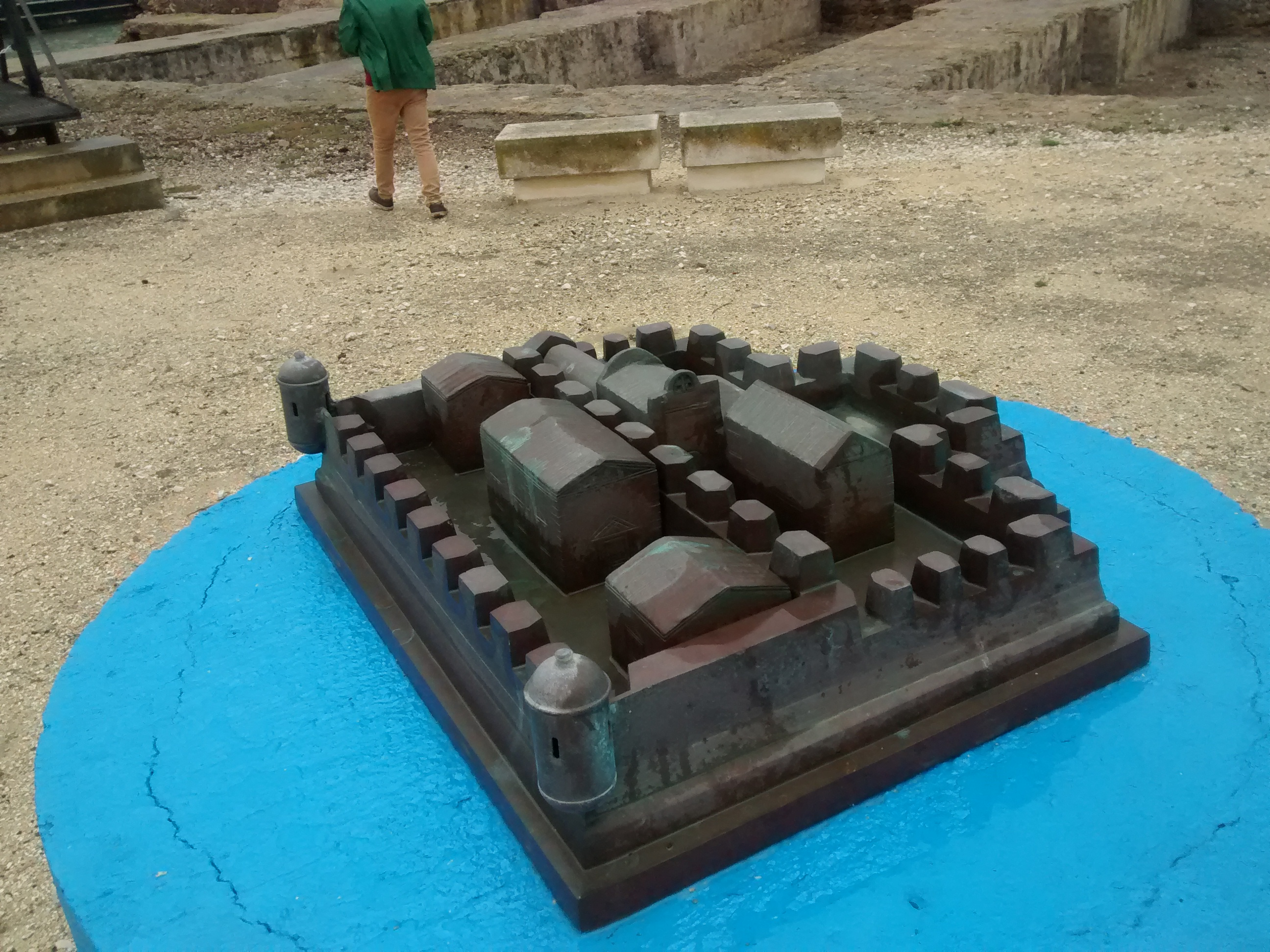
Fotografía de la maqueta que representa como fue el castillo en origen.